# 臺北市士林區文昌國民小學
臺北市士林區文昌國民小學，簡稱文昌國小或文昌小學，乃臺灣臺北市士林區一所市立小學校，位於士林區文林路615巷20號。

## 校史沿革
- 1979年：由北投區文林國小代辦籌設。
- 1981年：正式成立。
- 1987年：增設幼稚園。
- 1992年：學區調整成德行里福國路以北劃入蘭雅國小、蘭興里1至4鄰為該校與蘭雅國小之共同學區。
- 1998年：因校舍拆除，全校師生暫遷至台北美國學校上課。
- 2002年：新校舍落成，全校師生遷回新校舍。
- 2017年：轉型雙語小學。
- ~迄今 ：全校1至6年級全面實施雙語教育，逐步落實國際教育課程，與世界接軌。

## 歷任校長
1. 1981年-1982年：曾活賢
2. 1982年-1988年：鄭雅文
3. 1988年-1992年：楊月陽
4. 1992年-1996年：蕭道弘
5. 1996年-2002年：吳年年
6. 2002年-2010年：蕭福生
7. 2010年-2016年：黃玉貞
8. 2016年-2024年：楊玲珠
9. 2024年-迄今  ：張伯謙

## 學區
- 士林區：
  - 德華里、德行里（1-4、6-8、10鄰）。
  - 福佳里：士林國小、文昌國小之共同學區。
  - 蘭興里（1-4鄰）：蘭雅、文昌國小共同學區。
- 北投區：
  - 洲美里：文昌國小、文林國小、士林國小等之共同學區。

## 外部連結
- 臺北市士林區文昌國民小學 （页面存档备份，存于）
- 臺北市政府教育局

## 相關新聞連結
- 2017年9月開始試辦雙語小學-藝能與生活領域採英語授課 （页面存档备份，存于）